# Martin Onslow Forster
Sir Martin Onslow Forster (* 8. November 1872 in Lambeth, London; † 24. Mai 1945 in Mysore, Indien) war ein britischer Chemiker.

## Leben und Wirken
Martin Onslow Forster besuchte die Schule in Margate und danach das Finsbury Technical College in Finsbury, wo er unter anderem von Raphael Meldola ausgebildet wurde. 1892 wurde er an der Universität Würzburg bei Emil Fischer mit der Arbeit Über das Methylketol. Über einige Chinolinderivate promoviert. Danach arbeitete er bei Henry Edward Armstrong an der Universität London und erhielt den Doctor of Sciences. 1895 ging er zu William Augustus Tilden an das Royal College of Science in South Kensington, wo er von 1902 bis 1913 als Assistant Professor lehrte.
Sein wesentliches Arbeitsgebiet war die Technische Chemie. 1899 beschrieb er erstmals eine Synthese von sekundären Aminen aus primären Aminen, die von Hermann Decker weiterentwickelt wurde und unter dem Namen Forster-Decker-Reaktion bekannt ist. 1915 entdeckte er die nach ihm benannte Forster-Diazoketon-Synthese zur Synthese von Diazoketonen. Anschließend arbeitet er in der chemischen Industrie und in Berufsverbänden. Von 1915 bis 1918 war er Direktor der British Dyes Limited, von 1919 bis 1920 Vorsitzender (Prime Warden) des Berufsverbandes Worshipful Company of Dyers und von 1918 bis 1922 Direktor des Salters’ Institute of Industrial Chemistry, eines Bildungsinstitutes des Berufsverbandes Worshipful Company of Salters.
Danach ging er auf Einladung von Dorabji Tata nach Indien und war von 1922 bis 1933 Direktor des Indian Institute of Science in Bangalore, wo er auch für die Reform der Verwaltung zuständig war. Er lehrte an der University of Mysore und war 1925 Präsident der Indian Science Congress Association. Er bereitete die Fachzeitschrift Current Science vor, die seit 1932 in Indien herausgegeben wird.

## Funktionen
- 1908–1911, 1915–1918: Vizepräsident des Royal Institute of Chemistry
- 1921: Präsident der Sektion Chemie der British Association for the Advancement of Science
- 1925: Präsident der Indian Science Congress Association

## Auszeichnungen und Ehrungen
- 1905: Fellow der Royal Society
- 1915: Longstaff Medal der Royal Society of Chemistry
- 1933: zum Ritter geschlagen

## Schriften
Martin Onslow Forster schrieb über 40 Arbeiten zu Camphanen und über 25 Arbeiten zu Triazolen, die im Journal of the Chemical Society, Transactions veröffentlicht wurden.